# Амаражи
Амаражи (порт. Amaraji) — муниципалитет в Бразилии, входит в штат Пернамбуку. Составная часть мезорегиона Мата-Пернамбукана. Входит в экономико-статистический микрорегион Мата-Меридиунал-Пернамбукана. Население составляет 20 205 человек на 2007 год. Занимает площадь 235 км². Плотность населения — 86 чел./км².
Праздник города — 23 июля.

## История
Город основан 23 июля 1868 года.

## Статистика
- Валовой внутренний продукт на 2005 год составляет 62 543 000 реалов (данные: Бразильский институт географии и статистики).
- Валовой внутренний продукт на душу населения на 2005 год составляет 2826 реалов (данные: Бразильский институт географии и статистики).
- Индекс развития человеческого потенциала на 2000 год составляет 0,617 (данные: Программа развития ООН).

## География
Климат местности: тропический с летними дождями. В соответствии с классификацией Кёппена, климат относится к категории As'.